# Ulica Władysława Leonharda w Olsztynie
Ulica Władysława Leonharda – jedna z głównych ulic Olsztyna i Pojezierza, będąca częścią drogi tranzytowej, łączącej Mazury – czyli drogę w kierunku Augustowa i Ogrodnik z Grudziądzem, Ostródą, Warszawą i Gdańskiem. Rozciąga się od skrzyżowania z ulicą Towarową (w pobliżu hipermarketu OBI) do skrzyżowania z aleją Piłsudskiego i ulicą Wyszyńskiego (nieopodal stadionu Stomilu. Ulica Leonharda jest pierwszym odcinkiem obwodnicy Śródmieścia. Posiada dwie jezdnie, przedzielone pasem zieleni, po dwa pasy ruchu.
Patronem ulicy jest Władysław Leonhard, pierwszy dyrektor Olsztyńskich Zakładów Opon Samochodowych, który spoczywa na cmentarzu komunalnym w Olsztynie.

## Obiekty
Przy ulicy Leonharda znajdują się m.in.:
- Fabryka Opon Samochodowych Michelin Polska (dawny OZOS i Stomil)
- Hipermarket budowlany OBI
- Park im. Janusza Kusocińskiego (dawny Park Czynu Partyjnego)

## Komunikacja
Ulicą Leonharda jeżdżą trzy linie autobusowe. Są to linie numerów 110, 121 i 141.